# Knocknagow (film)
Knocknagow è un film irlandese del 1918, diretto da Fred O'Donovan, basato sul romanzo omonimo di Charles Kickham, con Arthur Shields.

## Trama
L’azione si svolge nel 1848 in Irlanda, nella Contea di Tipperary.
Arthur O’Connor è uno studente di teologia, attratto dalla giovane Mary Kearney, che pure si interessa a lui, ma un malinteso fa sì che i due si allontanino, con disappunto di entrambi. Mary, per questo motivo, rifiuta le contemporanee proposte amorose del giovane nobile Henry Lowe.
Mary è la figlia di un fattore benestante, insediato nei vasti possedimenti terrieri dello zio di Henry, Sir Garrett Butler. Quest’ultimo non si interessa direttamente della propria tenuta, Knock-na-gow, dove, oltre ai Kerney, vivono numerose altre famiglie di mezzadri ed artigiani, e ne affida la cura all’amministratore senza scrupoli Pender, che intende, avvalendosi delle leggi vigenti , scacciare gli abitanti per far posto all’allevamento intensivo di bestiame, che giudica più redditizio, incurante delle enormi difficoltà che sarebbero sorte presso la popolazione.
La vita della comunità rurale è caratterizzata anche dalla solidarietà della popolazione di fronte ai metodi brutali che Pender adotta per effettuare gli sfratti, dall’attivismo del prete locale, dalle relazioni amicali e d’amore che nascono e si sviluppano fra i membri della comunità: dal rapporto contrastato di Mat Donovan con Bessie, al tenero amore che unisce Billy alla bella sfortunata Nora, che morirà nel corso dell’azione.
L’avido Pender, non contento di scardinare, con un certo gusto sadico, l’armonia di Knock-na-gow, vuole impadronirsi delle rendite di Sir Butler: a tal fine inscena una rapina, ed accusa Mat Donovan, verso il quale nutre inimicizia personale, di averla commessa. Mat viene incarcerato.
Alla fine Henry Lowe informa lo zio sul pessimo comportamento dell’amministratore Pender. Sir Butler, infine, interviene. Mat, scagionato e scarcerato, sposa Bessie, che era emigrata in America, e Mary sposa Arthur. Le due coppie si incontrano, e vengono raggiunte da Billy che, come era solito fare, rallegra la compagnia col suono del suo flauto.